# Junge SVP Kanton Zürich
Die Junge SVP Kanton Zürich ist eine Kantonalsektion der Jungen SVP Schweiz.

## Struktur
Die Junge SVP Kanton Zürich strukturiert sich aus der Generalversammlung, dem Vorstand und die Geschäftsleitung.
- Die Generalversammlung wählt den Präsidenten und den Vorstand.
- Der Vorstand besteht aus dem Präsidenten (Stand 2025: Naemi Dimmeler), dem Vizepräsidenten (Stand 2025: Yannik Hälg), dem Kassier (Stand 2025: Alec Wanner) und vier weiteren Vorstandsmitglieder.[1]
- Die Geschäftsleitung besteht aus dem Präsidenten, dem Vizepräsidenten, dem Kassier und den Sektionspräsidenten.[2]

Die Partei besteht aus vier Sektionen:
- Sektion Oberland-See, diese besteht aus den Bezirken Hinwil, Meilen, Pfäffikon und Uster.[3]
- Sektion Unterland, diese besteht aus den Bezirken Bülach und Dielsdorf.[4]
- Sektion West/Stadt, diese besteht aus den Bezirken Affoltern, Dietikon, Horgen und der Stadt Zürich.[5]
- Sektion Winterthur, diese besteht aus den Bezirken Andelfingen und Winterthur.[6]

## Persönlichkeiten
Die Junge SVP Kanton Zürich hat Stand 2019 zwei Kantonsräte, welche Mitglieder der Jungen SVP sind. Der ehemalige Präsident der Jungen SVP Schweiz und aktuelle Präsident der SVP Kanton Zürich Benjamin Fischer und Domenik Ledergerber aus Herrliberg. Diese sind Teil der SVP-Fraktion.

## Ehemalige Mitglieder
- Natalie Rickli, Regierungsrätin und alt. Nationalrätin
- Hans Egloff, Nationalrat[7]
- Daniel Wäfler, Kantonsrat
- Christian Lucek, Kantonsrat[8]